# NGC 459

NGC 459

NGC 459 هي مجرة تتبع كوكبة الحوت. اكتشفها ويليام هيرشل في 15 أكتوبر 1784.

## روابط خارجية
- NGC 459 على موقع ويكي سكاي: DSS2, SDSS, GALEX, IRAS, Hydrogen α, X-Ray, Astrophoto, Sky Map, Articles and images